# Escrime aux Jeux olympiques d'été de 1936
Navigation
Los Angeles 1932 Londres 1948

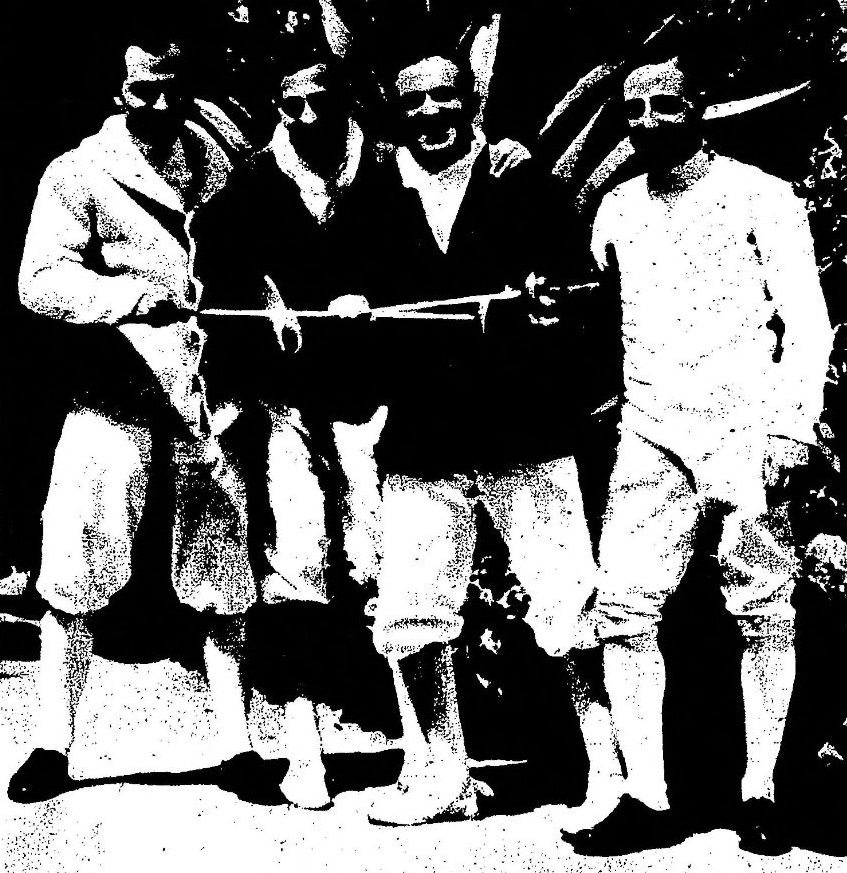
L'équipe de France au fleuret, vice-championne olympique en 1936 (G. à D. René Lemoine, André et Edward Gardère, et Jacques Coutrot).

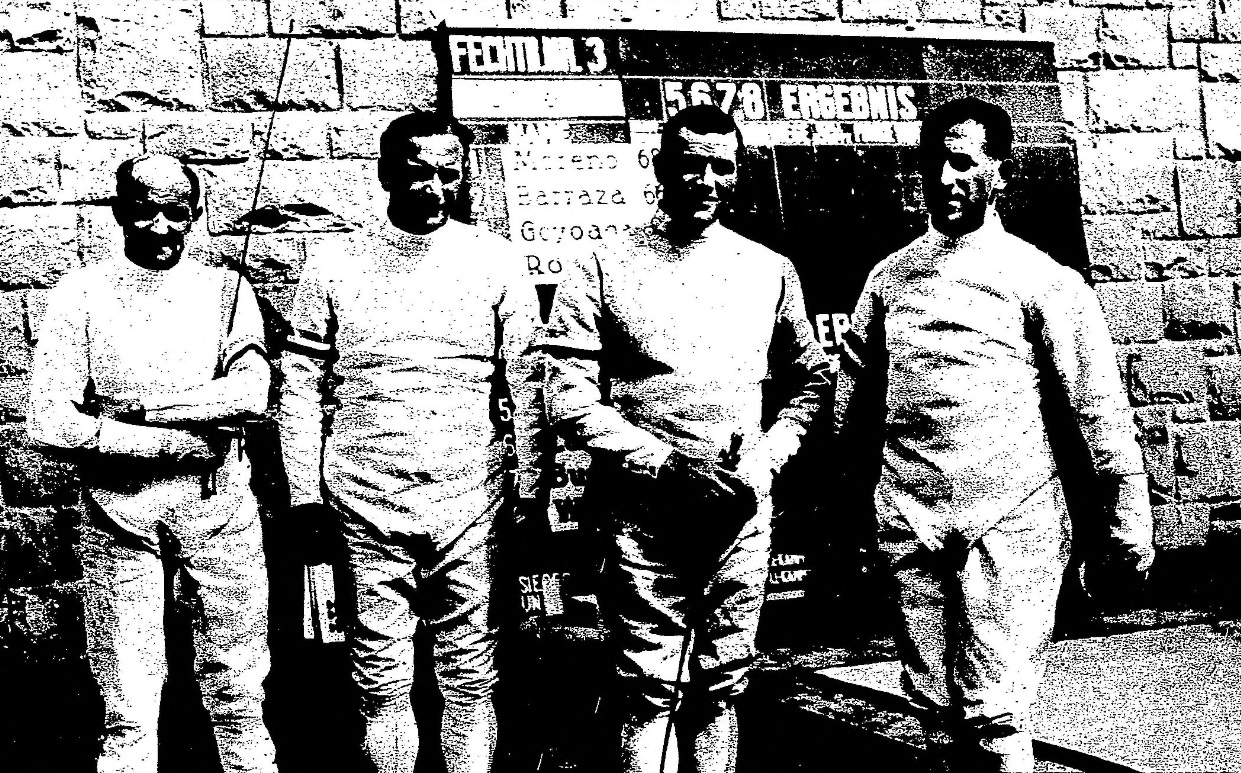
L'équipe de France à l'épée, troisième du tournoi olympique en 1936 (G. à D. Philippe Cattiau, Georges Buchard, Henri Dulieux et Paul Wormser).

Les épreuves d’escrime aux Jeux olympiques d'été de 1936 se sont déroulées à Berlin en Allemagne. Sept épreuves étaient au programme olympique cette année-là.

## Tableau des médailles
| Place | Pays      | Or | Argent | Bronze | Total |
| ----- | --------- | -- | ------ | ------ | ----- |
| 1     | Italie    | 4  | 3      | 2      | 9     |
| 2     | Hongrie   | 3  | 0      | 1      | 4     |
| 3     | France    | 0  | 2      | 1      | 3     |
| 4     | Allemagne | 0  | 1      | 2      | 3     |
| 5     | Suède     | 0  | 1      | 0      | 1     |
| 6     | Autriche  | 0  | 0      | 1      | 1     |

## Podiums
| Podiums            | Or | Argent                                                                                        | Bronze                                                                                                 |
| Hommes             | |                                                                                               | |
| Épée individuel    | Franco Riccardi | Saverio Ragno                                                                                 | Giancarlo Cornaggia-Medici                                                                             |
| Épée par équipe    | Italie Alfredo Pezzana Edoardo Mangiarotti Saverio Ragno Giancarlo Cornaggia-Medici Giancarlo Brusati Franco Riccardi | Suède Hans Drakenberg Hans Granfelt Gustaf Dyrssen Gustav Almgren Birger Cederin Sven Thofelt | France Henri Dulieux Philippe Cattiau Georges Buchard Paul Wormser Michel Pécheux Bernard Schmetz      |
| Fleuret individuel | Giulio Gaudini | Édward Gardère                                                                                | Giorgio Bocchino                                                                                       |
| Fleuret par équipe | Italie Giorgio Bocchino Manlio Di Rosa Gioacchino Guaragna Ciro Verratti Giulio Gaudini Gustavo Marzi                 | France Édward Gardère André Gardère Jacques Coutrot René Bougnol René Bondoux René Lemoine    | Reich allemand Siegfried Lerdon August Heim Erwin Casmir Julius Eisenecker Stefan Rosenbauer Otto Adam |
| Sabre individuel   | Endre Kabos | Gustavo Marzi                                                                                 | Aladar Gerevich                                                                                        |
| Sabre par équipe   | Hongrie Pál Kovács Tibor Berczelly Imre Rajczy Aladar Gerevich Endre Kabos László Rajcsányi                           | Italie Vincenzo Pinton Aldo Masciotta Athos Tanzini Aldo Montano Gustavo Marzi Giulio Gaudini | Reich allemand Hans Jörger Julius Eisenecker August Heim Erwin Casmir Richard Wahl Hans Esser          |
| Femmes             | |                                                                                               | |
| Fleuret individuel | Ilona Elek | Helene Mayer                                                                                  | Ellen Preis                                                                                            |